# Jakob Steiner

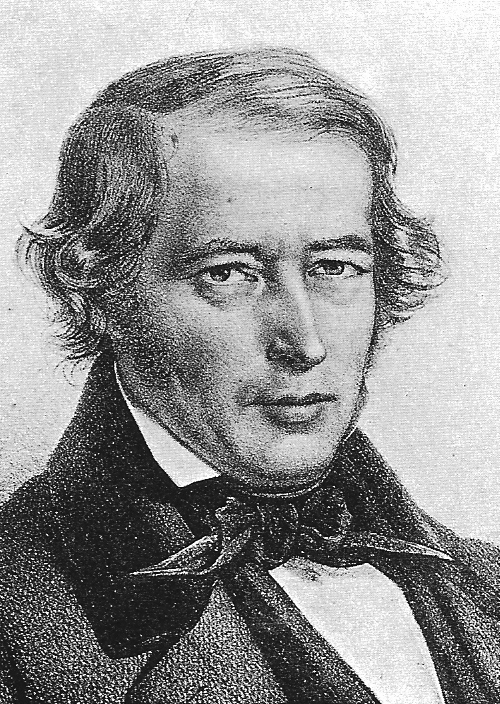
Jakob Steiner

Jakob Steiner (* 18. März 1796 in Utzenstorf; † 1. April 1863 in Bern) war ein Schweizer Mathematiker. Er gilt als einer der Hauptvertreter der synthetischen Geometrie.

## Leben und Wirken
Steiner war der Sohn eines Kleinbauern, besuchte die heimatliche Dorfschule, wo er erst mit 14 Jahren schreiben lernte, und ging im Alter von 17 Jahren nach Yverdon zu Johann Heinrich Pestalozzi, an dessen Anstalt er später einige Zeit als Hilfslehrer tätig war. Als diese geschlossen wurde, zog er 1818 nach Heidelberg, um unter anderem bei Ferdinand Schweins  (1780–1856) Mathematik zu studieren, war aber wegen der Kümmerlichkeit der dortigen Vorträge fast gänzlich auf das Selbststudium angewiesen. Seinen Lebensunterhalt finanzierte er dabei durch Privatstunden. Die Vorlesungen zur Algebra sowie zum Differential- und Integralkalkül stimulierten Untersuchungen zur Mechanik, die er 1821, 1824 und 1825 in seinen Kompendien festhielt.
Seit dem Winter 1820/21 lebte er in Berlin, anfangs als Privatlehrer der Mathematik, und galt bald als bester Privatlehrer der Stadt. Unter anderem unterrichtete er den Sohn des ehemaligen Ministers Wilhelm von Humboldt, was seinen Aufstieg förderte. Auch Felix Eberty erhielt in seiner Schulzeit von ihm Privatstunden. Während dieser Zeit veröffentlichte Steiner einige Arbeiten über geometrische Probleme in Crelles Journal für die reine und angewandte Mathematik. Dann war er Lehrer an der Plamannschen Erziehungsanstalt, die von der Pädagogik Pestalozzis beeinflusst war. Seit 1827 arbeitete Steiner an der Gewerbeakademie (Oberlehrer, ab 1833 mit Professoren-Titel), seit 1834 als ausserordentlicher Professor an der Universität und als ordentliches Mitglied der Preußischen Akademie der Wissenschaften. 1854 wurde er als korrespondierendes Mitglied in die Académie des sciences aufgenommen. Die letzten Lebensjahre verbrachte er, von schweren Körperleiden gequält, in der Schweiz.
Steiner Jakob verfügte über eine außergewöhnliche geometrische Vorstellungskraft, er arbeitete vor allem in der synthetischen Geometrie. Der steinersche Satz in der Mechanik, das Steinerbaumproblem, der Satz von Steiner über die Erzeugung von Kegelschnitten, das Poncelet-Steiner-Theorem (das besagt, dass geometrische Konstruktionsaufgaben mit Zirkel und Lineal auch mit dem Lineal allein und einem vorgegebenen Kreis ausführbar sind), die Steiner-Tripel-Systeme, die Steinersche Römerfläche, die Steiner-Kette und über ein Dutzend weiterer mathematischer Begriffe sind nach ihm benannt. Bekannt ist seine geometrische Lösung des isoperimetrischen Problems (zu zeigen, dass der Kreis die Kurve ist, die bei gegebenem Umfang den grössten Inhalt umschliesst), oder die geometrische Konstruktion der Tangente an die Lemniskate.
Steiner legte in seinen Vorlesungen viel Wert auf die Heranbildung geometrischer Anschauung, was auch ein wichtiges Thema der Pestalozzi-Pädagogik war. Zur Förderung der Anschauung verzichtete Steiner in seinen Vorlesungen auf geometrische Figuren. Ein weiteres Kennzeichen, das aus der Schule von Pestalozzi stammte, war das Eingehen auf die Bedürfnisse der Schüler, die mathematische Erkenntnisse möglichst selbst entdecken sollten, wobei der Lehrer nur die Richtung andeutet, ähnlich der Sokratischen Methode bzw. der später in den USA einflussreichen Moore-Methode. Steiner verlangte viel von seinen Schülern, es herrschte oft ein rauer Ton und er war nicht leicht zufriedenzustellen, trotzdem konnte er einen Kreis ihm treuer Schüler um sich versammeln.
1832 wurde er Ehrendoktor der Albertus-Universität Königsberg. Das geschah auf Initiative von Carl Gustav Jacob Jacobi, der Steiner förderte und auch mit den Gebrüdern Humboldt dafür verantwortlich war, dass an der Berliner Universität für Steiner ein Lehrstuhl für Geometrie eingerichtet wurde. Steiner verkehrte auch mit Niels Henrik Abel und Dirichlet in Berlin. Steiner wiederum förderte den Schweizer Autodidakten und Geometer Ludwig Schläfli, den er 1843 in Bern traf und ein Jahr darauf nach Rom einlud, wo er ihn unterrichtete. Er stand mit ihm in Briefwechsel.
Felix Klein vermutet, dass Steiner keine ordentliche Professur in Berlin erhielt, da es ihm an gesellschaftlichen Umgangsformen mangelte – er deutet auch an, dass Steiner in späteren Jahren streitbar und isoliert war, mit Gott und der Welt zerfallen und seinen Argumenten im Gespräch häufig durch eine nicht leicht zu übertreffende urwüchsige Grobheit Nachdruck zu verleihen pflegte. In späteren Jahren zerstritt er sich sowohl mit seinem Freund Jacobi (beide duzten sich) als auch mit Schläfli und anderen. Ausschlaggebend dürfte aber gewesen sein, dass er keine höhere Schulbildung erhalten hatte und keine Fremdsprachen sprach und kein Latein beherrschte, damals so etwas wie die offizielle Sprache an der Berliner Universität, in der Dissertationen verfasst wurden. Selbst auf dem Gebiet der Mathematik hatte er außerhalb der Geometrie (zum Beispiel in Analysis, Algebra und Zahlentheorie) nur sehr beschränkte Kenntnisse und gab dies unumwunden zu. Er drang aber darauf, dass sich seine Studenten darin ausbildeten – Studenten, die es ihm gleichtun wollten und nur Geometrie betreiben schmetterte er mit den Worten ab: Es werden nicht alle, die zu mir Herr, Herr sagen, ins Himmelreich kommen. Klein deutet auch an, dass Steiner ab etwa 1845 (als er sich mit algebraischen Gebilden höherer als zweiter Ordnung befasste) in seiner Schaffenskraft nachliess und willentlich oder unwillentlich Schriften englischer algebraischer Geometer benutzte, ohne diese zu zitieren. Nach seinem Schüler Lampe entsprach es hingegen der typischen Arbeitsweise von Steiner, keine Literatur zu studieren, außer um festzustellen, ob ein von ihm gefundener Satz schon bekannt war (und auch da überliess er die Literaturrecherche häufig seinem Freund Jacobi) – er verhöhnte sogar häufig angelerntes Wissen. Ein Grund des Nachlassens seiner Produktivität waren auch seine ständigen Krankheiten. In Berlin war er ein häufiger Theaterbesucher und verkehrte unter anderem mit dem Schauspieler Ludwig Devrient. Als Mitglied der Akademie war er, obwohl kein ordentlicher Professor, diesen gleichgestellt und er verdiente gut. Bei seinem Tod hinterliess er seinen Verwandten 60.000 Franken und stiftete ein Drittel dieser Summe als Preisgeld für den nach ihm benannten Steiner Preis der Berliner Akademie. Träger des Steiner-Preises waren unter anderem Rudolf Sturm, Luigi Cremona (1866), Henry John Stephen Smith, Hermann Kortum, Georges Henri Halphen (1880), Wilhelm Fiedler und Sigmund Gundelfinger.
Zu den Schülern von Steiner an der Gewerbeschule gehört der Schriftsteller Theodor Fontane.

## Schriften

### Monographien
- Systematische Entwickelung der Abhängigkeit geometrischer Gestalten von einander, mit Berücksichtigung der Arbeiten alter und neuer Geometer über Porismen, Projections-Methoden, Geometrie der Lage, Transversalen, Dualität und Reciprocität, etc., G. Fincke, Berlin 1832 (als Erster Theil von geplanten fünf Teilen, es erschien aber kein weiterer Band; archive.org books.google.de)
- Die geometrischen Konstructionen, ausgeführt mittelst der geraden Linie und Eines festen Kreises, als Lehrgegenstand auf höheren Unterrichts-Anstalten und zur praktischen Benutzung. Ferdinand Dümmler, Berlin 1833. books.google.de; archive.org.
- Jacob Steiner’s Vorlesungen über synthetische Geometrie. B. G. Teubner, Leipzig 1867; archive.org.
  - Carl Friedrich Geiser (Hrsg.): Erster Theil: Die Theorie der Kegelschnitte in elementarer Darstellung. archive.org; books.google.de
  - Heinrich Schröter (Hrsg.): Zweiter Theil: Die Theorie der Kegelschnitte, gestützt auf projektivische Eigenschaften. archive.org; books.google.de
- Karl Weierstraß (Hrsg.): Jacob Steiner’s Gesammelte Werke, G. Reimer, Berlin 1881/82; Online
  - Erster Band, 1881. Digitalisierung stark fehlerhaft: archive.org – archive.org – archive.org.
  - Zweiter Band, 1882. archive.org – archive.org.

### Artikel
- Sur le maximum et le minimum des figures dans le plan, sur la sphère et dans l’espace en général. In: Journal für die reine und angewandte Mathematik, 24, 1842
  - Premier mémoire, S. 93–152
  - Second mémoire. Des figures planes et sphériques, S. 189–250
- Über das größte Product der Theile oder Summanden jeder Zahl. In: Journal für die reine und angewandte Mathematik, 40, 1850, S. 208 (Charakterisierung der Eulerschen Zahl)
- 11. Combinatorische Aufgabe, J. reine angew. Math., Band 45, 1853, S. 181 (Steiner-Tripel-Systeme)
- Allgemeine Eigenschaften der algebraischen Curven. In: Journal für die reine und angewandte Mathematik, 47, 1854, S. 1–6
- Über solche algebraische Curven, welche einen Mittelpunct haben, und über darauf bezügliche Eigenschaften allgemeiner Curven, so wie über geradlinige Transversalen der letztern. Journal für die reine und angewandte Mathematik 47, 1854, S. 7–105
- Aufgaben und Sätze, bezüglich auf die vorstehende Abhandlung. Journal für die reine und angewandte Mathematik 47, 1854, S. 106–108
- Eigenschaften der Curven vierten Grads rücksichtlich ihrer Doppeltangenten. Journal für die reine und angewandte Mathematik 49, 1854, S. 265–272
- Aufgaben und Lehrsätze. In: Journal für die reine und angewandte Mathematik, 49, 1854, S. 273–278
- Über algebraische Curven und Flächen. In: Journal für die reine und angewandte Mathematik, 49, 1854, S. 333–348
- Über die Flächen dritten Grades. In: Journal für die reine und angewandte Mathematik, 53, 1857, S. 133–141
- Über eine besondere Curve dritter Klasse (und vierten Grades). In: Journal für die reine und angewandte Mathematik, 53, 1857, S. 231–237
- Vermischte Sätze und Aufgaben. In: Journal für die reine und angewandte Mathematik, 55, 1858, S. 356–378
- Carl Friedrich Geiser (Hrsg.): Geometrische Betrachtungen und Lehrsätze. In: Journal für die reine und angewandte Mathematik, 66, 1866, S. 237–266